# Chlorostilbon
Chlorostilbon Gould, 1853 è un genere di uccelli della famiglia Trochilidae.
Questi uccelli sono noti con il nome comune di smeraldi, denominazione condivisa con le due specie del genere Elvira e alcune del genere Amazilia.

## Descrizione
Tutte le specie di questo genere hanno il becco completamente nero o nero e rosso. I maschi sono interamente verdi iridescente, verde-oro o blu-verde iridescente e in alcune specie la coda e/o la gola sono blu. Le femmine hanno la parte inferiore, gli angoli della coda e la striscia post-oculare grigio-biancastra.

## Tassonomia
Il genere Chlorostilbon comprende le seguenti specie:
- Chlorostilbon auriceps    (Cynanthus auriceps)  (Gould, 1852)  —  smeraldo capodorato
- Chlorostilbon forficatus (Cynanthus forficatus)  Ridgway, 1885  —  smeraldo di Cozumel
- Chlorostilbon canivetii (Cynanthus canivetii)  (Lesson, 1832)  — smeraldo di Canivet
- Chlorostilbon assimilis Lawrence, 1861  —  smeraldo dei giardini, colibrì smeraldo dei giardini, smeraldo di giardino
- Chlorostilbon mellisugus (Linnaeus, 1758)  —   smeraldo codablu, colibrì smeraldo codablu
- Chlorostilbon melanorhynchus Gould, 1860  —   smeraldo occidentale, smeraldo delle Ande occidentali, smeraldo delle Ande
- Chlorostilbon gibsoni (Fraser, 1840)   —   smeraldo di Gibson, colibrì smeraldo di Gibson, smeraldo beccorosso
- Chlorostilbon olivaresi Stiles, 1996   —   smeraldo del Chiribiquete
- Chlorostilbon lucidus (Shaw, 1812)  —   smeraldo pancialuccicante, colibrì smeraldo ventredorato
- †Chlorostilbon bracei (Lawrence, 1877) - smeraldo di Brace
- †Chlorostilbon elegans (Gould, 1860) - smeraldo di Gould
- Chlorostilbon swainsonii (Lesson, 1829) —   smeraldo di Hispaniola, colibrì smeraldo di Hispaniola
- Chlorostilbon ricordii (Riccordia ricordii)  (Gervais, 1835)  —   smeraldo di Cuba, colibrì smeraldo di Cuba
- Chlorostilbon maugaeus  (Riccordia maugaeus)  (Audebert & Vieillot, 1801)  —   smeraldo di Portorico, colibrì smeraldo di Portorico
- Chlorostilbon russatus (Salvin & Godman, 1881) —   smeraldo ramato, colibrì smeraldo ramato
- Chlorostilbon stenurus (Cabanis & Heine, 1860)  —  smeraldo codastretta, colibrì smeraldo codastretta
- Chlorostilbon alice (Bourcier & Mulsant, 1848)  —  smeraldo codaverde. colibrì smeraldo codaverde
- Chlorostilbon poortmani (Bourcier, 1843)  —   smeraldo codacorta, colibrì smeraldo di Poortman